# Kronenfels (Schiff, 1945)
Die 1945 fertiggestellte Kronenfels der Deutschen Dampfschiffahrts-Gesellschaft „Hansa“ (DDG „Hansa“) war ein Standard-Frachtschiff vom Typ Hansa-B.

Nach einem Plan von Mitte 1944 sollte die Bremer Reederei 16 Neubauten im Rahmen des Hansa-Programms erhalten, davon vier Schiffe vom Typ B. Tatsächlich wurde bis zum Kriegsende nur die Kronenfels des mittleren Typs für die DDG „Hansa“ fertiggestellt.
Die zweite Kronenfels kam als einziges Standardfrachtschiff der Reederei vom Typ B am 20. Februar 1945 in Dienst und wurde beim Kriegsende 1945 in Kopenhagen von den Briten beschlagnahmt. Als Empire Roden blieb das Schiff bis 1948 unter britischer Flagge.
1948 wurde es dann Florida Sword unter US-amerikanischer Flagge, 1956 Cheyenne, dann St. Nicholas unter liberianischer Flagge. Am 8. August 1958 strandete die ehemalige Kronenfels mit einer Ladung Weizen auf einer Reise von den USA nach Kolumbien nahe Jamaika auf einem Riff. Bergungsversuche blieben erfolglos.

## Geschichte des Schiffes
Die DDG „Hansa“ gehörte im Zweiten Weltkrieg zu den acht Reedereien, die am 23. Juni 1942 die „Schiffahrt Treuhand G.m.b.H.“ mit dem Ziel gründeten, den vertraglichen und finanziellen Rahmen eines Programms zum Serienbau von Einheitsfrachtschiffstypen zu entwickeln, das die Kriegsverluste der deutschen Reeder ausgleichen sollte.

Im Rahmen des Hansa-Bauprogramms wurden drei Schiffstypen (Hansa Typ A, Typ B, Typ C) entwickelt, die vorwiegend für die zugänglich gebliebenen Fahrtgebiete der Nord- und Ostsee konzipiert wurden. Für jeden Typ wurde eine sogenannte „Vorbauwerft“ bestimmt, nach deren Entwurf die Serienbauten zu bauen waren. Diese war der Bremer Vulkan für den mittleren „Typ B“. Der Bau der Schiffe sollte auf deutschen und Werften in von Deutschland besetzten Staaten erfolgen. Im Juli 1944 waren für die Bremer Reederei vier vom „Typ B“ in Planung, nur zwei bei der Helsingør Jærnskibs- og Maskinbyggeri in Helsingör/Dänemark in Bau befindliche Schiffe der DDG „Hansa“ zugeteilt.
Die spätere Kronenfels war im Juni 1943 auf der dänischen Werft begonnen worden und lief am 21. Dezember als Halsnæs für die dänische Reedervereinigung vom Stapel. Das noch immer unfertige Schiff wurde im November 1944 in Helgenæs umbenannt. Nach einem Sabotageversuch beschlagnahmte die Kriegsmarine das Schiff und ließ es zum Fertigbau nach Hamburg zur Deutschen Werft schleppen. Diese lieferte das Schiff dann am 20. Februar 1945 als Kronenfels an die DDG „Hansa“ ab.

Als Schiff des mittleren Typs „Hansa B“ war es mit 2843 BRT vermessen und hatte eine Tragfähigkeit von 5460 tdw. Sie war 109,5 m lang, 15,51 m breit und hatte einen Tiefgang von bis zu 6,33 m. Die 4-Zylinder Doppelverbund-Dampfmaschine vom Typ LES 9 hatte die AG Weser geliefert und leistete mit einer Bauer-Wach-Abdampfturbine 1800 PSi, wirkte auf eine Schraube und gab dem Schiff eine Geschwindigkeit von 11 Knoten (kn). Das Ladegeschirr bestand aus je einem 65-t- und 30-t-Ladebaum sowie zwölf 5-t-Ladebäumen an den zwei Masten und vier Ladebaum/Lüfterpfosten nebeneinander vor und hinter dem Brückenhaus.
Ein im März 1943 in Helsingör begonnenes Schwesterschiff lief am 29. Januar 1945 als Huberfels für die DDG „Hansa“ vom Stapel. Sie wurde allerdings am 17. April 1945 als Langeoog an den Norddeutschen Lloyd abgeliefert. Die beiden weiter geplanten Schiffe des Typs B wurden nicht gebaut.

### Einsatzgeschichte derKronenfels
Die Kronenfels wurde von der DDG „Hansa“ im Auftrag der Kriegsmarine zu Transportaufgaben eingesetzt. Am 18. April 1945 traf das bei der Räumung der deutschen Ostgebiete eingesetzte Schiff aus Hela in Kopenhagen ein und hatte auch 159 Überlebende des Untergangs der Goya an Bord. Beim Kriegsende wurde das Schiff in der dänischen Hauptstadt von den Briten beschlagnahmt. Inzwischen nach Großbritannien überführt, wurde die Kronenfels im Juli 1945 in Empire Roden umbenannt. Das Schiff wurde den USA als Beute zugeteilt und Ende 1948 an die Sword Line in New York, die es in Florida Sword umbenannte. 1949 wurde das Schiff auf Ölfeuerung umgerüstet.
1956 erfolgte der Weiterverkauf des Schiffes nach Monrovia. Anfangs in Cheyenne umbenannt, wurde sie dann als St. Nicholas eingesetzt. Auf der Reise mit einer Ladung Weizen von Galveston nach Kolumbien lief die St. Nicholas am 8. August 1958 etwa 135 Seemeilen südsüdwestlich von Kingston (Jamaika) auf ein Riff. Nach erfolglosen Bergungsversuchen wurde das Wrack der ehemaligen Kronenfels im September 1958 aufgegeben.

#### DDG „Hansa“-Schiffe des Typs „Hansa B“
| Name           | Bauwerft             | BRT tdw   | Stapellauf in Dienst  | weiteres Schicksal |
| Kronenfels (2) | Helsingör BauNr. 280 | 2843 5460 | 21.12.1943 20.02.1945 | 1945 Großbritannien: Empire Roden, 1948 USA: Florida Sword, 1956 Liberia: Cheyenne, St. Nicholas, 8. August 1958 aufgelaufen; |
| Huberfels (2)  | Helsingör BauNr. 279 | 2776 5280 | 9.01.1945 17.04.1945  | als Langeoog des NDL in Dienst, 1945: Großbritannien, dann Sowjetunion: Mechanik Afanasiev, Serpukhov, 1975 Abbruch;          |